# 沈塘桥站
沈塘桥站位于中华人民共和国浙江省杭州市西湖区与拱墅区边界莫干山路与文三路交叉口附近，是杭州地铁2号线与19号线的地铁换乘站。2号线车站于2017年7月3日启用，19号线车站于2022年9月22日启用，初期暂不与2号线换乘，换乘通道于2022年11月1日启用。

## 车站结构

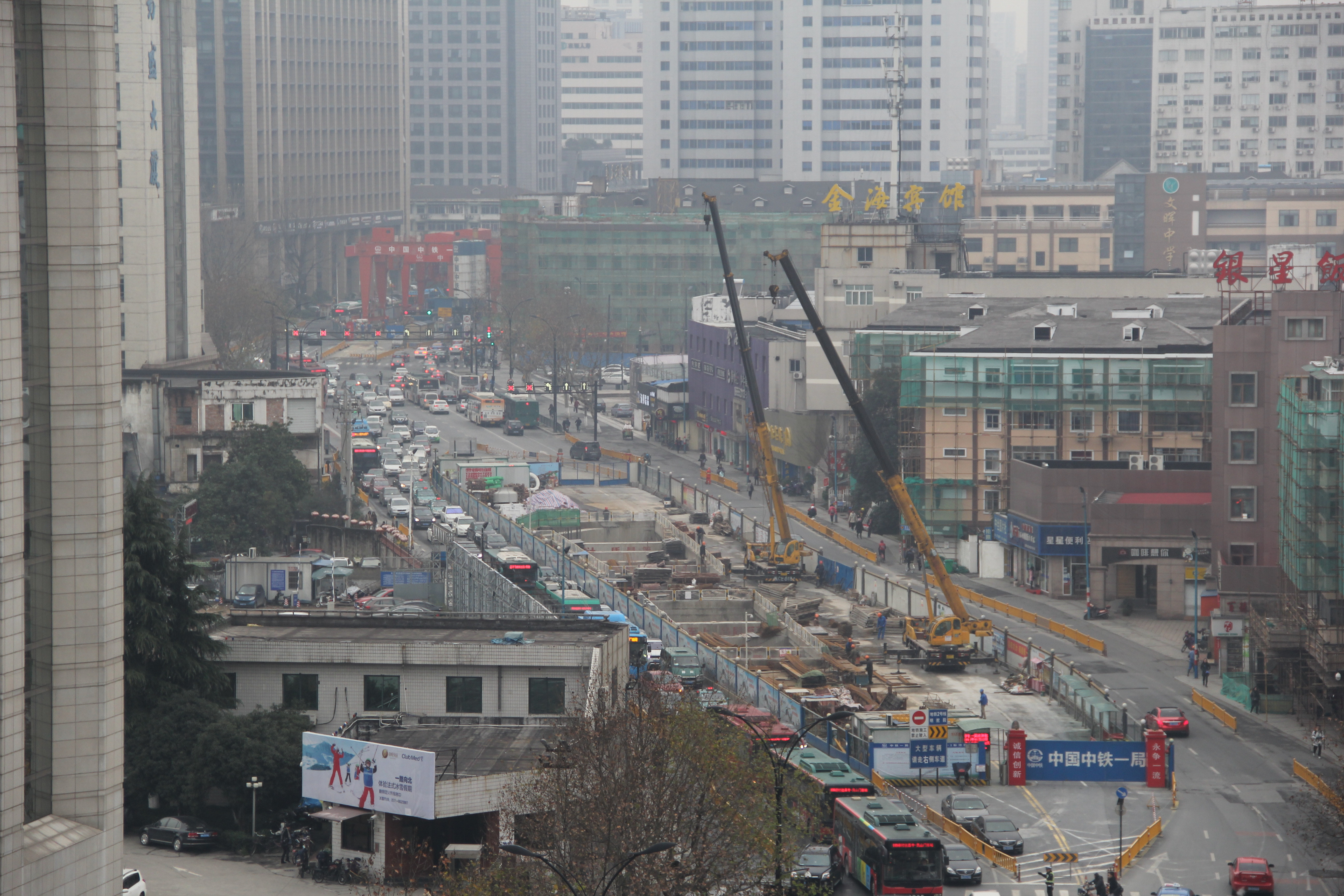
建设中的2号线沈塘桥站（2016年1月）

2号线车站为地下二层岛式站台，沿莫干山路南北向布置。车站为地下双层双柱三跨箱型框架结构，站台宽度12m，标准段宽20.1m,车站外包总长183.2m。上层为站厅层，下层为站台层。共设四个出入口及两组风亭。由于周围建筑及管线密布，本站的存车线采用盾构形式，并在约下行500m外另挖基坑进行建设（工程名为武~沈明挖段 ）。
19号线车站初期工程名为“2号线沈塘桥站附属结构改造工程”，为地下三层岛式站台，沿文三路东西向布置，设两个出入口，与2号线采用通道换乘，换乘通道位于文三支路下方，换乘通道内有自动人行道。

### 楼层分布
| 1层  | 地面               | 出入口                            |  |  |
| -1层 | 站厅               | 换乘通道、自动售票机、客服中心    |  |  |
| -2层 |                    | █ 2号线 往朝阳（武林门）          |  |  |
|      | 岛式站台，左侧开门 |                                   |  |  |
|      |                    | █ 2号线 往良渚（下宁桥）          |  |  |
| -3层 |                    | █ 19号线 往火车西站（文三路）     |  |  |
|      | 岛式站台，左侧开门 |                                   |  |  |
|      |                    | █ 19号线 往永盛路（西湖文化广场） |  |  |

### 站厅
2号线站厅位于地下一层，沿莫干山路南北向布置；19号线站厅位于地下一层，沿文三路东西向布置。两线站厅并不直接相连。

### 站台
2号线站台位于地下两层，为沿莫干山路南北向布置的岛式站台；19号线站台位于地下三层，为沿文三路东西向布置的岛式站台。

### 换乘通道
本站换乘通道分为两段，莫干山路段利用原本的物业区空间改造而来，文三支路段为19号线新建部分，两侧设有自动人行道。由于两线站厅付费区并不直接相连，由2号线换乘19号线的乘客，必须透过站台南侧的楼扶梯上楼，才能进入换乘通道，而残障人士需要工作人员的协助才能进行换乘。

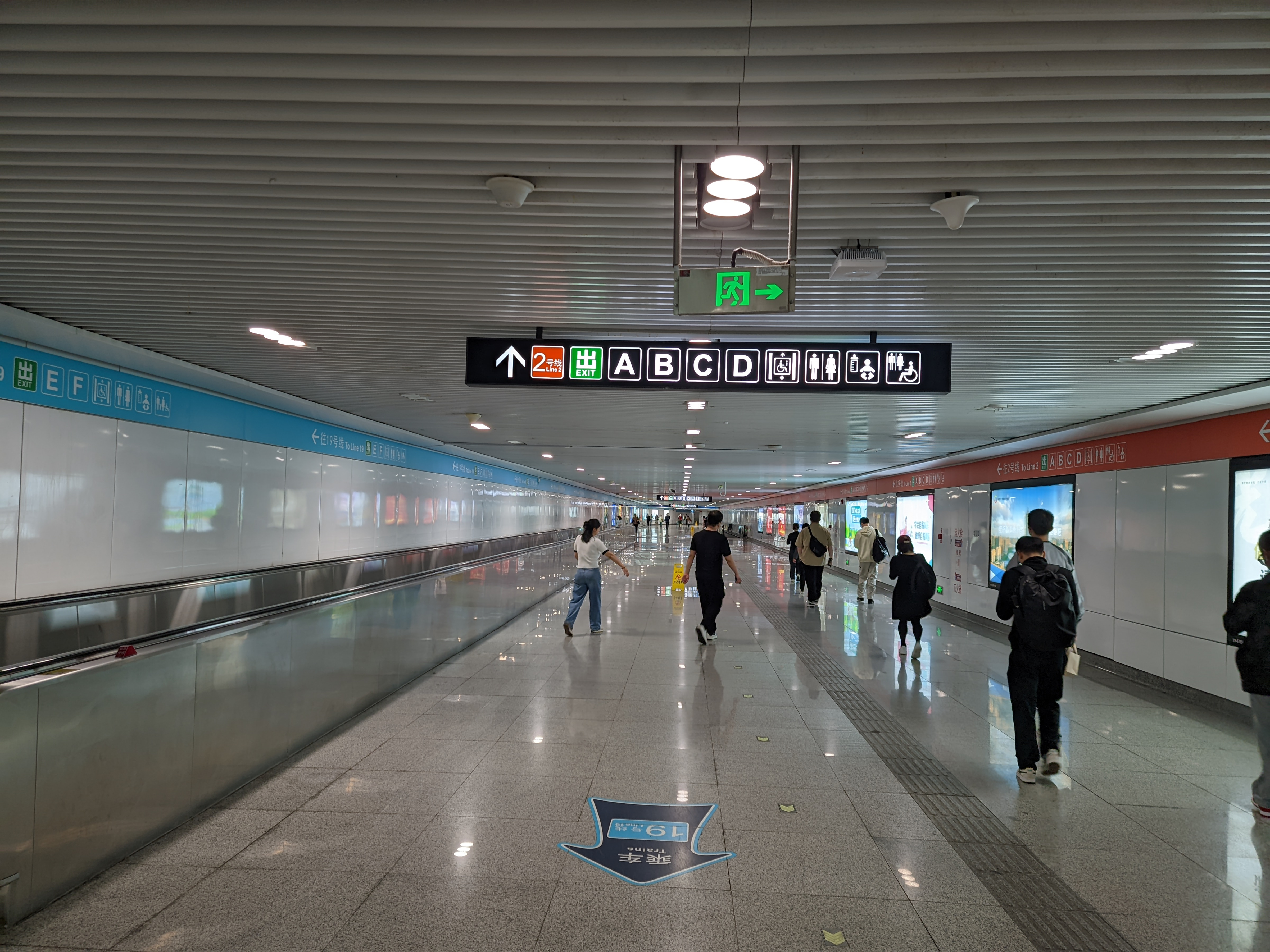
文三支路段
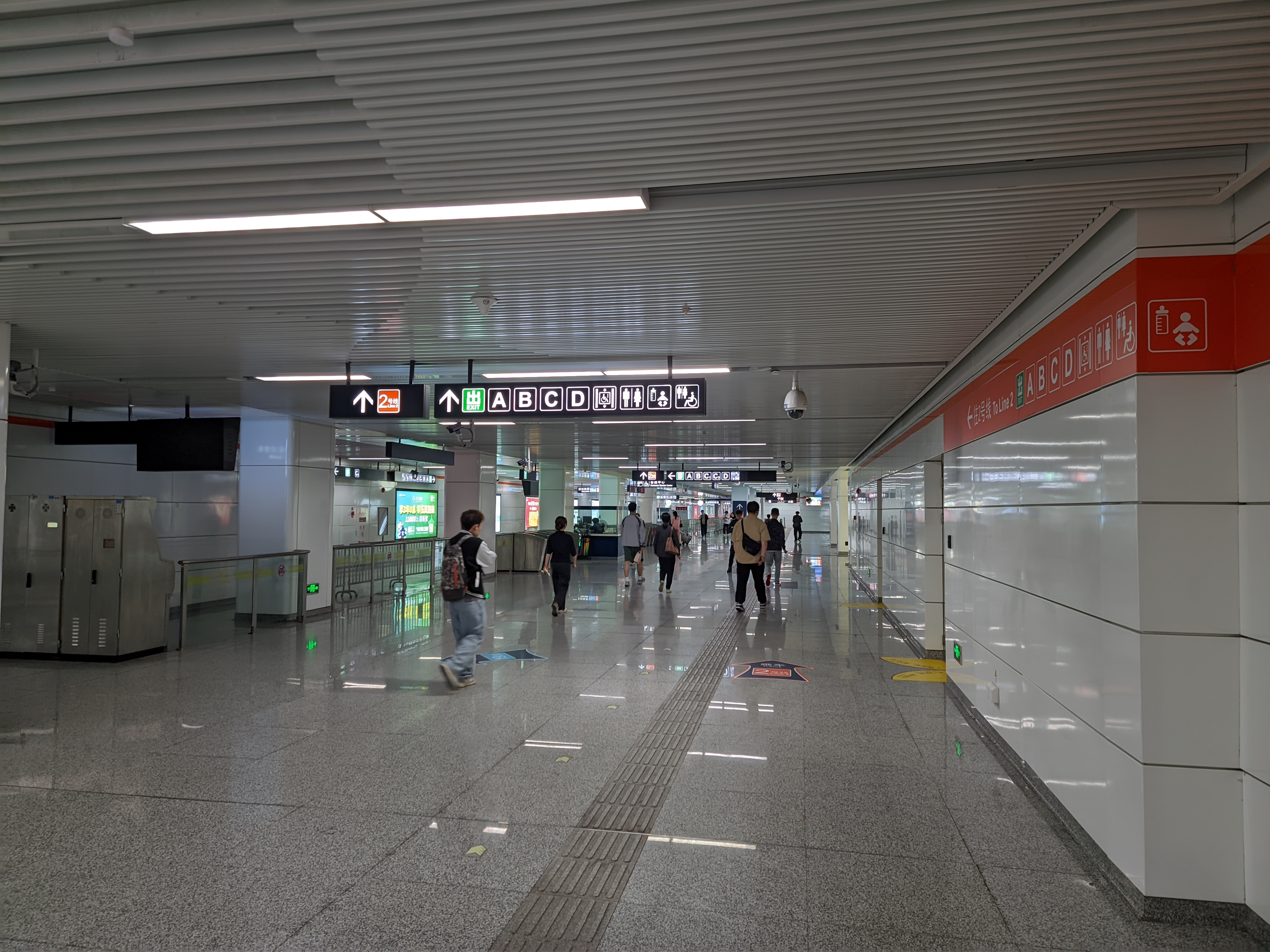
莫干山路段
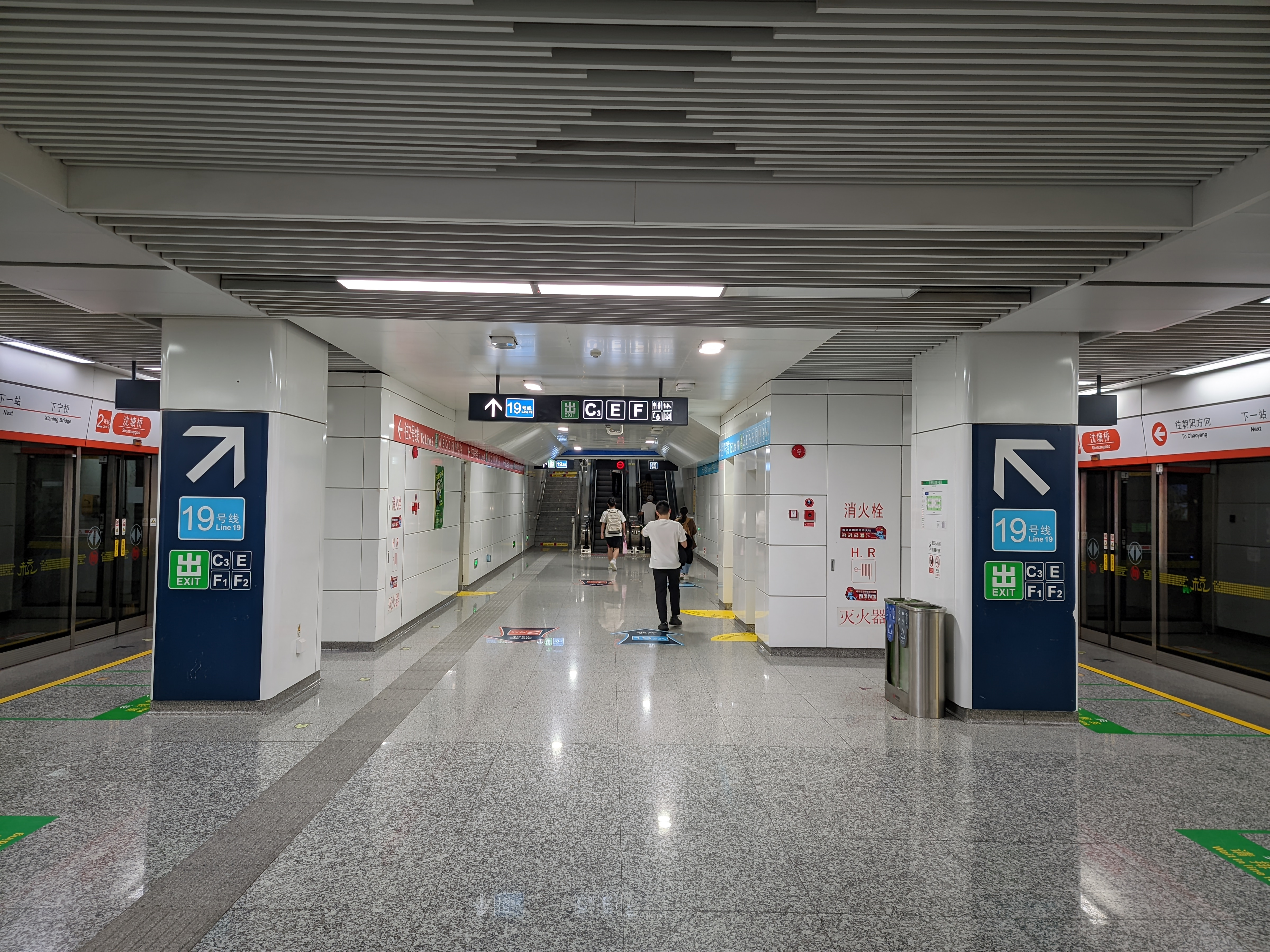
2号线站台南段去往换乘通道的楼梯

### 出入口
沈塘桥站共目前开放8个出入口。
| 编号                                                                          | 指示         | 建议前往的目的地 | 照片 |
| ----------------------------------------------------------------------------- | ------------ | --- | ---- |
| A                                                                             | 莫干山路东侧 | 沈塘桥路、古新路 坤泽荟金座、浙江邮电职业技术学院、莫干新村、杭州杂技总团演艺有限公司、杭州市美术职业学校（莫干校区）、浙江中医药大学附属第二医院、之江饭店 |      |
| B                                                                             | 莫干山路西侧 | 中国邮政集团有限公司浙江省分公司、邮电新村、美莱商务大厦、建工新村、日晖新村                                                                                |      |
| C1                                                                            | 莫干山路西侧 | 广厦·锐明大厦、邮电新村 |      |
| C3                                                                            | 莫干山路西侧 | 文三支路 广厦·锐明大厦、沈塘新村、浙江发展大厦 |      |
| D                                                                             | 莫干山路东侧 | 沈塘桥弄 杭州轻工技师学院、华龙商务大厦、耀江国际大厦、立新大厦、杭州市文晖中学、古新路小区                                                                 |      |
| E                                                                             | 文三路北侧   | 马塍路 沈塘新村、省建工大厦 |      |
| F1                                                                            | 文三路南侧   | 莫干山路 武林门新村、浙江中医药大学附属第三医院、武林门幼儿园、中央广播电视总台浙江总站                                                                     |      |
| F2                                                                            | 文三路南侧   | 武林门新村、马塍路13号小区、西溪街道办事处 |      |
| 註： 设有卫生间 \| 设有第三卫生间 \| 设有母婴室 \| 设有无障碍设施 \| 设有电梯 |              | |      |

## 历史
- 2013年11月1日，车站开工建设[8]
- 2017年7月3日，车站随杭州地铁2号线西北段一起开放。
- 2022年9月22日，19号线车站启用，初期暂不与2号线换乘。
- 2022年11月1日，换乘通道启用。

### 事故
2020年8月19日下午2点左右，机场快线沈塘桥站施工时挖破一根自来水管，造成路面大量积水。经过抢修后，道路通行恢复正常，未对周边居民生活造成影响。